# Mohoua novaeseelandiae
Mohoua novaeseelandiae là một loài chim trong họ Pachycephalidae.